# Anyang Jung Kwan Jang Red Boosters
Anyang Jung Kwan Jang Red Boosters (Coreano: 안양 정관장 레드부스터스) es un equipo de baloncesto coreano con sede en Anyang, Gyeonggi, que compite en la KBL, la primera categoría del baloncesto del país. Su principal patrocinador es KCC Corporation.
El club se fundó en 1992 con la denominación de SBS Basketball Team, posteriormente adoptó varias denominaciones diferentes debido a los patrocinadores, hasta 2001 cuando fueron nombrados con la denominación actual. Disputa sus partidos como local en el Anyang Gymnasium, con capacidad para 6.690 espectadores.

## Palmarés

### Nacional
- KBL

Campeón (4): 2011–12, 2016–17, 2020–21, 2022–23

## Posiciones en Liga
| - 1997 - 2º - 1998 - 8º - 1999 - 7º - 2000 - 5º - 2001 - 4º - 2002 - 6º - 2003 - 7º - 2004 - 9º | - 2005 - 3º - 2006 - 7º - 2007 - 6º - 2008 - 4º - 2009 - 6º - 2010 - 7º - 2011 - 9º - 2012 - 1º | - 2013 - 4º - 2014 - 9º - 2015 - 8º - 2016 - 4º - 2017 - 1º - 2018 - 5º - 2019 - 7º - 2020 - 3º - 2021 - 3º - 2022 - 3º - 2020 - 1º - 2024 - 9º |